# Athanase III d'Alexandrie
Pour les articles homonymes, voir Athanase.
Athanase III d'Alexandrie est un  patriarche melkite d'Alexandrie  de 1276 à 1316

## Contexte
Selon L'Art de vérifier les dates Athanase est moine dans un monastère du Mont Sinaï. Il est nommé à Constantinople patriarche melchite d'Alexandrie à la mort de Nicolas II. Il est encore présent à Constantinople lors de l'intronisation comme patriarche de Jean XI Vekkos à la place de Joseph de Constantinople mais refuse l'union des églises grecque et latine; En 1282 il préside le conciliabule qui dépose Jean XI Vekkos à la demande d' Andronic II Paléologue et rétablit Joseph mourant. Au cours de ces conflits bien qu'hostile à l'union, il conserve une attitude d'expectative entre les partis. En 1308 il est chassé de Constantinople par l'Empereur. Il parcourt alors la Grèce pour rejoindre son église et meurt à une date indéterminée.